# 加藤小夏
加藤小夏（日语：／ Kato Konatsu，1999年6月26日—），日本女演員、模特兒，出身於東京都，所屬經紀公司為Sun Music。

## 簡歷
小時候開始學習舞蹈。中學一年級時，在練舞歸途中於原宿的竹下通被星探發掘，進入了經紀公司Sun Music。2014年，拍攝K-Opticom的電視廣告正式出道。後出演富士電視台《痛快TV 爽快JAPAM》節目單元引起話題，並參加電視劇《I"s》主角徵選，從700人中雀屏中選飾演麻生藍子的角色。她曾被雜誌《Pen》評為2018年爆紅的女性之一，也被譽為「宣材美女」。

## 個人
- 興趣為攝影、舞蹈、吃肉[7]。
- 特長是舞蹈（爵士嘻哈）、軟式網球[7]。
- 崇拜的女演員為綾瀨遙[6]、中谷美紀[8]、宮崎葵[9]。

## 演出

### 電視劇
- 《初戀那一天所讀的故事》 第1集 - 第3集、最終集（2019年1月15日 - 29日・3月19日、TBS） - 飾演 今井桃
- 《I"s》 第11集 - 第12集（2019年4月12日 - 4月19日、BS SKY PerfecTV!（日语：BSスカパー!） ） - 飾演 麻生藍子
- 《世界奇妙物語》19秋之特別編「惠美論」（2019年11月9日、富士電視台）- 飾演 保田莉花[10]
- 《鎌倉殿的13人》（2022年、NHK）- 飾演 千世
- 《廚刀與小青椒 -一日料理帖-》（2023年3月24日 - 5月26日、WOWOW） - 飾演 市賀[11]
- 《再會了，美好時光》（2023年6月12日 - 7月31日、東京電視台） - 飾演 森珠希[12]
- 《銀翼超人》（2024年10月23日 - 12月25日、東京電視台）- 飾演 小葵
- 解謊偵探少女 最終話（2024年12月16日、富士電視台） - 飾演 青木麗子[13]
- 薄野實習生～行銷學生雪菜的小酒館重建記～（2025年3月22日 - 30日、北海道電視台） - 主演 Yukina[14][15]

### 電影
- 《高台家的成員》（2016年6月4日） - 飾演 齊藤純（中學時期）
- 《咖啡要白色的》（2024年2月16日） - 飾演 MONAKO

### 電視節目
- 《痛快TV 爽快JAPAM（日语：痛快TV スカッとジャパン）》（富士電視台）
  - 胸中悸動的爽快 「畢業紀念冊的留言」（2018年3月19日） - 飾演 前田蘭
  - 胸中悸動的爽快 「優等生和笨拙女孩」（2018年5月28日） - 飾演 浦原明日香

### 遊戲
- SILENT HILL f（2025年） - 飾演 深水雛子[16]

### 模特兒
- KONAKA（日语：コナカ） 2015 A/W（2015年）
- HOSHIMI PRINT WORKS 封面（2016年 - ）
- Z會（日语：Z会） 「高校課程」（2017年）
- TOMBOW學生服（日语：トンボ (企業)） （2017年、2018年）
- &be（2017年）

### 影片
- 水溜りボンド 夏休みスペシャル 「ありえないぐらい綺麗好きな女」（2018年8月25日 - ）

### 音樂錄影帶
- 佐咲紗花 《Grand symphony》（2017年）
- MAGIC OF LiFE（日语：MAGIC OF LiFE） 《朝焼けとからっぽ》（2018年）
- WEAVER（日语：WEAVER） 《カーテンコール》（2019年1月31日）
- SORARU 《ユーリカ》（2019年3月6日）
- BoA 《スキだよ -MY LOVE-》（2019年3月19日）

### CD封面
- MAGIC OF LiFE（日语：MAGIC OF LiFE） 《FOR YOU》（2018年）

## 書籍

### 數位寫真集
- PROTO STAR 「加藤小夏vol.1」（2017年11月24日）ASIN B077FXPH2P
- PROTO STAR 「加藤小夏vol.2」（2018年3月23日）ASIN B07BF543VT
- PROTO STAR 「加藤小夏vol.3」（2018年9月7日）ASIN B07GWN6HMX
- PROTO STAR 「加藤小夏vol.4」（2018年12月14日）ASIN B07L2QR6MF

## 外部連結
- 加藤 小夏｜Sun Music Group Official Web Site （页面存档备份，存于）
- 加藤小夏 公式ブログ （页面存档备份，存于）- LINE Blog
- 加藤小夏的Instagram帳戶
- 加藤小夏 の ぶらり旅的Instagram帳戶
- 加藤小夏的X（前Twitter）